# Coustaussa
Coustaussa en francés, Costauçan en idioma occitano, es una pequeña localidad y comuna francesa, situada en el departamento francés del Aude en la región de Languedoc-Roussillon. A sus habitantes se les denomina por el gentilicio Coustaussans.
El nombre actual data del siglo XVII por la contracción de las palabras custodia y custodi (guardian)